# Eriocnemis
Eriocnemis – rodzaj ptaków z podrodziny paziaków (Lesbiinae) w rodzinie kolibrowatych (Trochilidae).

## Zasięg występowania
Rodzaj obejmuje gatunki występujące w Ameryce Południowej (Kolumbia, Wenezuela, Ekwador, Peru, Boliwia i Argentyna).

## Morfologia
Długość ciała 8–14 cm; masa ciała 4–6,4 g.

## Systematyka

### Etymologia
- Vestipedes: łac. vestis „odzież”; pes, pedis „stopa”[15]. Gatunek typowy: Ornismya vestita Lesson, 1839.
- Eriopus: gr. εριον erion „wełna”; πους pous, ποδος podos „stopa”[16]. Gatunek typowy: Ornismya vestita Lesson, 1839.
- Eriocnemis (Eriocnemys, Euryocnemis): gr. εριον erion „wełna”; κνημις knēmis, κνημιδος knēmidos „but, sztylpa”[17].
- Engyete: gr. εγγυητος enguētos „narzeczony, ślubny”, od εγγυη enguē „zastaw”[18]. Gatunek typowy: Ornismyia aline Bourcier, 1843.
- Aline: epitet gatunkowy Ornismyia aline Bourcier, 1843; Benoîte-Aline Bourcier z domu Jusserand (ok. 1860), żona francuskiego dyplomaty i badacza kolibrów Jules’a Bourciera[19]. Gatunek typowy: Ornismyia aline Bourcier, 1843.
- Luciania: Karol Lucjan Bonaparte (1803–1857), francuski ornitolog[20]. Gatunek typowy: Trochilus luciani Bourcier, 1847.
- Mosqueria: gen. Tomás Cipriano de Mosquera y Arboleda (1798–1878), kolumbijski mąż stanu, dyktator Nowej Granady w latach 1845–1849[21]. Gatunek typowy: Trochilus mosquera De Lattre & Bourcier, 1846.
- Phemonoe: w mitologii greckiej Phemonoë (gr. Φημονοη Phēmonoē) była kapłanką Apollina, która wygłaszała swoje wyrocznie w poetyckiej formie[22]. Gatunek typowy: Trochilus luciani Bourcier, 1847.
- Threptria: gr. θρεπτρα threptra „karmiący”, od τρεφω trephō „karmić”[23]. Gatunek typowy: Trochilus mosquera De Lattre & Bourcier, 1846.
- Derbyomyia: Edward Smith Stanley (1775–1851), angielski zoolog, założyciel Knowsley Menagerie; gr. μυια muia, μυιας muias „mucha” (tj. bardzo mały ptak)[24]. Gatunek typowy: Trochilus derbyi De Lattre & Bourcier, 1846.
- Erebenna: gr. ερεβεννος erebennos „ciemny”, od ερεβος erebos „mroczny świat pustki”[25]. Gatunek typowy: Trochilus derbyi De Lattre & Bourcier, 1846.
- Eriona: gr. εριον erion „wełna”[26]. Gatunek typowy: Trochilus godini Bourcier, 1851.
- Nania: w mitologii greckiej Nana (gr. Νανα Nana) była nimfą i matką Atysa[27]. Gatunek typowy: Trochilus cupreoventris Fraser, 1840.
- Niche: w mitologii greckiej Nike (gr. Νικη Nikē) była boginią zwycięstwa[28]. Gatunek typowy: Trochilus dorbignyi Bourcier & Mulsant, 1846 (= Ornismya glaucopoides d’Orbigny & Lafresnaye, 1838).
- Pholoe: Pholoë, rzymska kurtyzana żyjąca w 1 wieku p.n.e.[29] Gatunek typowy: Eriocnemis dyselius Elliot, 1872 (= Trochilus cupreoventris Fraser, 1840).

### Podział systematyczny
Do rodzaju należą następujące gatunki:
- Eriocnemis nigrivestis (Bourcier & Mulsant, 1852) – puchatek czarnopierśny
- Eriocnemis isabellae Cortés-Diago, Ortega, Mazariegos-Hurtado & Weller, 2007 – puchatek modrogardły
- Eriocnemis vestita (Lesson, 1839) – puchatek szmaragdowy
- Eriocnemis derbyi (De Lattre & Bourcier, 1846) – puchatek czarnonogi
- Eriocnemis godini (Bourcier, 1851) – puchatek turkusowy – takson prawdopodobnie wymarły, znany jedynie z 6 okazów odłowionych w XIX wieku[31]
- Eriocnemis cupreoventris (Fraser, 1840) – puchatek miedzianobrzuchy
- Eriocnemis luciani (Bourcier, 1847) – puchatek szafirowy
- Eriocnemis mosquera (De Lattre & Bourcier, 1846) – puchatek złotawy
- Eriocnemis glaucopoides (d’Orbigny & Lafresnaye, 1839) – puchatek modrogłowy
- Eriocnemis mirabilis Meyer de Schauensee, 1967 – puchatek barwny
- Eriocnemis aline (Bourcier, 1843) – puchatek zielony